# Miquel Salvó
Miquel Salvó Llambrich (Villanueva y Geltrú, España, 3 de noviembre de 1994) es un jugador de baloncesto español. Juega en la posición de alero y su actual equipo es el Gran Canaria de la Liga ACB de España.

## Carrera deportiva
Miquel desarrolló su carrera de formación en Cataluña donde comenzó jugando en el CB Samà hasta que en categoría infantil se marchó al FC Barcelona jugando cuatro temporadas (las dos infantiles y las dos cadetes) en la cantera blaugrana.
En categoría júnior volvió al CB Samà de su ciudad natal hasta que en la temporada 2013/14 marchó a Bélgica, al Proximus Spirou Basket de Charleroi, donde jugó con el filial en la segunda división belga (21'5 puntos de media), pero estando en dinámica de entrenamientos y rotación con el primer equipo, de I División.
Tras una temporada (2014/15) en  liga EBA, en el CB Cornellà, debutó en la siguiente temporada (2015/16) en LEB Plata, con el CB Tarragona. Ese mismo año disputó las semifinales de ascenso a LEB Oro, obtuvo unas medias de 10 puntos, 6 rebotes, 1,5 asistencias y 14 de valoración en los veintiséis partidos de liga regular que disputó y fue elegido Mejor Alero en el Quinteto Revelación de la temporada según la Federación Española de Baloncesto.
En 2016, firma por el Unión Financiera Oviedo de la liga LEB Oro, dirigido por Carles Marco. Antes de empezar la temporada 2016-17 el jugador entrenó durante la pretemporada con el ICL Manresa y  firmó un preacuerdo  para la temporada 2017-18 y 2018-19, pero finalmente no se materializó y fichó por el San Sebastián Gipuzkoa Basket Club.
El 27 de enero de 2017 su equipo consigue la primera Copa Princesa LEB Oro de su historia en la que Miquel obtiene el premio de MVP del partido con 17 puntos, 8 rebotes, 3 asistencias, 1 robo y 2 tapones para sumar 25 de valoración en la victoria del Oviedo Club Baloncesto frente al San Pablo Burgos.
Tras dos temporadas en el club donostiarra, el 8 de julio de 2019 ficha por el San Pablo Burgos de la Liga Endesa, en el que juega durante dos temporadas. En las filas del conjunto burgalés, se coronó campeón de la Basketball Champions League por partida doble, además de alzarse con el título de la Copa Intercontinental. 
El 8 de julio de 2021 se hizo oficial su fichaje por el Herbalife Gran Canaria por dos temporadas.En su segundo año en el club, Miquel consiguió un nuevo título, la Eurocup. Su quinto título como jugador profesional de baloncesto. Y luego, renovó su contrato con el club canario dos años más con opción a un tercero (2+1).

## Palmarés
- Quinteto Revelación de la LEB Plata: 2015/16[1]
- Campeón de la Copa Princesa LEB Oro: 2017.
- MVP de la Copa Princesa LEB Oro: 2017.
- Campeón de la Basketball Champions League 2019/20
- Campeón de la Basketball Champions League 2020/21
- Campeón de la FIBA Intercontinental Cup 2020/21
- Campeón de la EuroCup 2022/23